# Bradley King
Pour les articles homonymes, voir King.
Bradley King, aussi connue sous les noms de Josephine McLaughlin, John Griffith Wray, Bradley King Wray ou encore George Hiram Boyd était une scénariste, dramaturge et écrivain américaine du début du XXe siècle. Durant sa carrière elle écrivit soixante scripts dont une quarantaine étaient muets. Elle est une des scénaristes les plus importantes des années 1920 et 1930.

## Vie privée
Bradley King est née en 1894 à New York sous le nom de Joséphine McLauglin. Fille d'un médecin, elle étudie au couvent Sacred Heart. Jeune, elle tente de devenir une actrice, mais échoue et devient sténographe pour un scénariste qui la paye dix dollars par semaine. 
Bradley King s'est mariée trois fois, notamment avec le réalisateur John Griffith Wray en 1929 (qui décède une année après de l'appendicite) et George Hiram Boyd, un entrepreneur qui vola une grande partie de ses biens (elle divorce en 1940).
Son frère Barnum Brown était le directeur du département des dinosaures au musée de l'histoire naturelle de New York.
La date du décès de Bradley King est inconnue, après son dernier scénario en 1947, la scénariste disparaît du monde cinématographique, et plus aucun article ne fait allusion à elle.

## Carrière
Bradley King passe de sténographe à scénariste lorsqu'elle proposa une de ses histoires à son employeur, qui immédiatement vit du potentiel. Dès 1916, Bradley King écrivait des scénarios sous son nom au sein de la Lubin Manufacturing Company mais commença à utiliser "Bradley King" en 1918 lorsqu'elle publie des histoires d'amour pour certains magazines. Elle signa un contrat avec Thomas Ince en 1920 pour 100 dollars par semaine et un bonus de 1 500 dollars pour chaque idée originale. Elle remplace C. Gardner Sullivan, scénariste principal de Thomas Ince depuis 1912. En 1923, elle écrivit notamment A Man of Action (James W. Horne) et Anna Christie (John Griffith Wray), deux films qui vont considérablement amplifier sa notoriété. Eugene O'Neil, auteur de la pièce originale félicite d'ailleurs Bradley King pour sa fidèle représentation. Après le décès de Thomas Ince en 1924, Bradley King écrit une lettre expliquant que selon elle, il avait un des esprits cinématographiques les plus importants depuis le début de l'histoire du cinéma. Elle se lance ensuite à son compte en entament l'adaptation de Déclassée (Robert Vignola, 1925) pour la société de production de Corinne Griffith.
En 1924, au pic de sa carrière, Bradley King percevait 10 000 dollars par scénario terminé. Elle signe par la suite des contrats avec la Fox Production Company (One Increasing Purpose, Harry Beaumont, 1927), la MGM (Mockery, Benjamin Christensen, 1927) ou même encore Paramount (Maid of Salem, Frank Lloyd, 1937).
Jusqu'en 1937, Bradley King travaille en tant que scénariste sans rencontrer de majeur problème, la transition des films muets aux films parlants se fait en douceur. 
Après Maid of Salem (Frank Lloyd, 1937), Bradley King n'écrit plus jusqu'à la parution de son dernier scénario, That's My Man (Frank Borzage, 1947). 
Bradley King co-écrit avec Talbot Mundy Her Reputation paru 1923, qui est une nouvelle basée sur le film homonyme. 

## Citations
- « Tout le monde m'appelle Monsieur King mais ça m'est égal[6]. »
- « Je dois ma réussite au fait que personne ne peut m'atteindre, et je suis toujours présente au bon moment[6]. »
- « La célébrité doit être une sorte de cadeau exceptionnel des dieux capricieux de la chance, plus qu'une proie délibérément poursuivie[8]. »

## Filmographie

### Années 1920
| Film                          | Année | Réalisateur          | Maison de Production                    | Notes                  |
| ----------------------------- | ----- | -------------------- | --------------------------------------- | ---------------------- |
| Footlights and Shadows        | 1920  | John W. Noble        | Selznick Pictures Corp.                 | Histoire               |
| I Am Guilty                   | 1921  | Jack Nelson          | J. Parker Read, Jr., Productions        | Histoire et Scénario   |
| Lèvres menteuses              | 1921  | John Griffith Wray   | Thomas H. Ince Productions              | Scénario               |
| L'Ombre du passé              | 1921  | George Archainbaud   | Selznick Pictures Corp.                 | Histoire               |
| The Miracle of Manhattan      | 1921  | George Archainbaud   | Selznick Pictures Corp.                 | Histoire               |
| Beyond the Crossroads         | 1922  | Lloyd Carleton       | Pioneer Film Corp.                      | Histoire               |
| A Man of Action               | 1923  | James W. Horne       | Thomas H. Ince Corp.                    | Histoire               |
| Anna Christie                 | 1923  | John Griffith Wray   | Thomas H. Ince Corp.                    | Scénario               |
| Her Reputation                | 1923  | John Griffith Wray   | Thomas H. Ince Corp.                    | Scénario               |
| The Love Letter               | 1923  | King Baggot          | Universal Pictures                      | Histoire               |
| The Sunshine Trail            | 1923  | James W. Horne       | Thomas H. Ince Corp.                    | Adaptation             |
| What a Wife Learned           | 1923  | John Griffith Wray   | Thomas H. Ince Corp.                    | Histoire               |
| Broken Laws                   | 1924  | R. William Neill     | Thomas H. Ince Corp.                    | Adaptation             |
| Christine of the Hungry Heart | 1924  | George Archainbaud   | Thomas H. Ince Corp.                    | Scénario               |
| The Chorus Lady               | 1924  | Ralph Ince           | Regal Pictures                          | Adaptation             |
| Déclassée                     | 1925  | Robert Vignola       | Corinne Griffith Productions, Inc.      | Scénario               |
| L'Avalanche                   | 1925  | George Archainbaud   | Thomas H. Ince Corp.                    | Adaptation             |
| Satan in Sables               | 1925  | James Flood          | Warner Bros. Pictures, Inc.             | Scénario et Adaptation |
| The Marriage Whirl            | 1925  | Alfred Santell       | Corinne Griffith Productions, Inc.      | Scénario               |
| When the Door Opened          | 1925  | Reginald Barker      | Fox Film Corp.                          | Scénario               |
| Hell's 400                    | 1926  | John Griffith Wray   | Fox Film Corp.                          | Scénario               |
| "Marriage License?"           | 1926  | Frank Borzage        | Fox Film Corp.                          | Scénario               |
| The Gilded Butterfly          | 1926  | John Griffith Wray   | Fox Film Corp.                          | Scénario               |
| The Palace of Pleasure        | 1926  | Emmett Flynn         | Fox Film Corp.                          | Scénario               |
| The Return of Peter Grimm     | 1926  | Victor Schertzinger  | Fox Film Corp.                          | Adaptation             |
| Mockery                       | 1927  | Benjamin Christensen | Metro-Goldwyn-Mayer Corp. [Loew's inc.] | Continuité             |
| One Increasing Purpose        | 1927  | Harry Beaumont       | Fox Film Corp.                          | Scénario               |
| The Lovelorn                  | 1927  | John P. McCarthy     | Cosmopolitan Productions                | Scénario               |
| Diamond Handcuffs             | 1928  | John P. McCarthy     | Cosmopolitan Productions                | Continuité             |
| The Gateway of the Moon       | 1928  | John Griffith Wray   | Fox Film Corp.                          | Scénario               |
| Under the Black Eagle         | 1928  | W. S. Van Dyke       | Metro-Goldwyn-Mayer Corp. [Loew's inc.] | Continuité             |
| Rues sombres                  | 1929  | Frank Lloyd          | First National Pictures, Inc.           | Adaptation et Dialogue |
| Drag                          | 1929  | Frank Lloyd          | First National Pictures, Inc.           | Adaptation et Dialogue |
| Morgan's Last Raid            | 1929  | Nick Grinde          | Metro-Goldwyn-Mayer Corp. [Loew's inc.] | Continuité             |
| Scarlet Seas                  | 1929  | John Francis Dillon  | First National Pictures, Inc.           | Scénario               |
| The Squall                    | 1929  | Alexander Korda      | First National Pictures, Inc.           | Scénario et Dialogue   |
| Weary River                   | 1929  | Frank Lloyd          | First National Pictures, Inc.           | Version Écran          |
| Young Nowheres                | 1929  | Frank Lloyd          | First National Pictures, Inc.           | Scénario et Dialogue   |

### Années 1930
| Film                   | Année | Réalisateur         | Maison de Production          | Notes                               |
| ---------------------- | ----- | ------------------- | ----------------------------- | ----------------------------------- |
| Son of the Gods        | 1930  | Frank Lloyd         | First National Pictures, Inc. | Scénario, Dialogue et Intertitres   |
| The Lash               | 1930  | Frank Lloyd         | First National Pictures, Inc. | Scénario                            |
| The Way of All Men     | 1930  | Frank Lloyd         | First National Pictures, Inc. | Scénario et Dialogue                |
| Wild Company           | 1930  | Leo McCarey         | Fox Film Corp.                | Adaptation, Histoire et Dialogue    |
| Die Maske Fällt        | 1931  | Wilhelm Dieterle    | First National Pictures, Inc. | Scénario                            |
| East Lynne             | 1931  | Frank Lloyd         | Fox Film Corp.                | Scénario                            |
| Sob Sister             | 1931  | Alfred Santell      | Fox Film Corp.                | Écrivain Collaborateur              |
| Three Girls Lost       | 1931  | Sidney Lanfield     | Fox Film Corp.                | Scénario et Dialogue                |
| 6 Hours to Live        | 1932  | William Dieterle    | Fox Film Corp.                | Scénario                            |
| A Passport to Hell     | 1932  | Frank Lloyd         | Fox Film Corp.                | Scénario                            |
| Born to Fight          | 1932  | Walter Mayo         | Fox Film Corp.                | Écrivain Collaborateur              |
| Chandu the Magician    | 1932  | Marcel Varnel       | Fox Film Corp.                | Révisions et Dialogues Additionnels |
| Rackety Rax            | 1932  | Alfred Werker       | Fox Film Corp.                | Écrivain Collaborateur              |
| Westward Passage       | 1932  | Robert Milton       | RKO Pathé Pictures, Inc.      | Adaptation                          |
| Broadway Bad           | 1933  | Sidney Lanfield     | Fox Film Corp.                | Écrivain Collaborateur              |
| Houp là                | 1933  | Frank Lloyd         | Fox Film Corp.                | Scénario                            |
| Humanity               | 1933  | John Francis Dillon | Fox Film Corp.                | Scénario                            |
| Let's Live Tonight     | 1935  | Victor Schertzinger | Columbia Pictures Corp.       | Histoire                            |
| Mystery of Edwin Drood | 1935  | Stuart Walker       | Universal Pictures Corp.      | Adaptation                          |
| Les Nuits de la pampa  | 1935  | James Tinling       | Fox Film Corp.                | Scénario                            |
| Maid of Salem          | 1937  | Frank Lloyd         | Paramount Pictures, Inc.      | Histoire et Scénario                |

### Années 1940
| Film          | Année | Réalisateur   | Maison de Production    | Notes    |
| ------------- | ----- | ------------- | ----------------------- | -------- |
| That's My Man | 1947  | Frank Borzage | Republic Pictures Corp. | Scénario |